# Carea bilinea
Carea bilinea är en fjärilsart som beskrevs av Walter Karl Johann Roepke 1938. Carea bilinea ingår i släktet Carea och familjen trågspinnare. Inga underarter finns listade i Catalogue of Life.